# Daniel Kutermak
Daniel Kutermak (* 28. Juli 1959 in Cernay) ist ein ehemaliger französischer Fußballspieler.

## Karriere
Kutermak begann seine Karriere beim FC Mulhouse und wechselte 1978 zum RC Besançon, wo er erstmals in der zweiten Liga eingesetzt wurde. Er kehrte 1979 zu Mulhouse zurück, das mittlerweile ebenfalls in die zweite Liga aufgestiegen war, stieg mit dem Verein im folgenden Jahr jedoch wieder ab. 1981 wechselte er zum Zweitligisten US Nœux-les-Mines. Mit diesem verpasste er in der ersten Saison dort, wo er elf Tore beisteuerte, nur knapp den Aufstieg in die erste Liga. Nachdem sich der Klub 1983 aus der Liga zurückgezogen hatte, wechselte Kutermak zum Red Star Paris, der in der zweiten Liga antrat. 1985 unterschrieb er beim SC Abbeville, wo er in der ersten Saison erneut elf Tore erzielen konnte. Von 1987 bis 1988 war der FC Gueugnon seine letzte Zweitligastation. Nach einem weiteren Jahr bei der EDS Montluçon beendete er 1989 seine Karriere. Zu einem Erstligaeinsatz war er nicht gekommen.